# VTM 4
VTM 4 anciennement CAZ est une chaîne de télévision thématique commerciale privée de la Communauté flamande de Belgique, appartenant au groupe Medialaan. Elle est spécialement destinée aux hommes.

## Histoire de la chaîne
Le 20 juin 2016, le groupe de média flamand Medialaan a annoncé sa reprise des chaînes Acht et Lacht, qui appartenaient toutes deux au groupe Concentra Media. La reprise fut effective dès le 1er juillet 2016.
Le 1er octobre 2016, la chaîne CAZ est lancée, en lieu et place de Acht. La chaîne vise spécifiquement les hommes, et diffuse essentiellement des fictions américaines, dont un film par jour,. Son nom, « CAZ », est l'abréviation de « kaskrakers », qui signifie « blockbusters ».
Le 31 août 2020, CAZ devient VTM 4.

## Organisation

### Capital
CAZ appartient à 100 % au groupe Medialaan.